# Изгоняющий дьявола (телесериал)
«Изгоня́ющий дья́вола», или «Экзорци́ст» (англ. The Exorcist) — американский телесериал ужасов Джереми Слейтера, премьера которого состоялась на телеканале Fox 23 сентября 2016 года. Являясь частью франшизы «Изгоняющий дьявола», сериал является прямым продолжением оригинального фильма 1973 года и игнорирует различные сиквелы фильма.
12 мая 2017 года сериал был продлён на второй сезон, премьера которого состоялась 30 сентября 2017 года. 11 мая 2018 года сериал был закрыт после двух сезонов.

## В ролях

#### Основной состав
- Альфонсо Эррера — отец Томас Ортега
- Бен Дэниелс — отец Маркус Кин
- Ханна Касулка — Кейси Рэнс (1 сезон; 2 сезон — гость)
- Бриэнн Хауи — Кэтрин «Кэт» Рэнс (1 сезон)
- Курт Эгяван — отец Девин Беннетт
- Алан Рак — Генри Рэнс (1 сезон)
- Джина Дэвис — Анджела Рэнс / Риган МакНил (1 сезон)
- Зулейка Робинсон — Маус (2 сезон)
- Ли Дзюнь Ли — Роуз Купер (2 сезон)
- Брианна Хильдебранд — Верити (2 сезон)
- Джон Чо — Эндрю «Энди» Ким (2 сезон)

#### Второстепенный состав
- Роберт Эмметт Ланей — торговец / капитан Хоуди / Пазузу (1 сезон)
- Музам Маккар — Джессика (1 сезон)
- Кирстен Фицджералд — Мария Уолтерс (1 сезон)
- Дэвид Хьюлетт — голос демона / Пазузу (1 сезон)
- Шэрон Глесс — Крис МакНил (1 сезон)
- Камилл Гуати — Оливия (1 сезон)
- Дианна Дунаган — матушка Бернадетт (1 сезон)
- Торри Хэнсон — кардинал Гильо (1 сезон)
- Сайрус Арнольд — Дэвид Джонсон-третий (2 сезон)
- Хантер Диллон — Калеб (2 сезон)
- Алекс Барима — Шелби (2 сезон)
- Амели Ив — Грейс (2 сезон)
- Кристофер Казинс — Питер Морроу (2 сезон)
- Алисия Уитт — Николь Ким (2 сезон)

## Сезоны
| Сезон | Сезон | Эпизоды | Оригинальная дата показа | Оригинальная дата показа | Рейтинг Нильсена | Рейтинг Нильсена   |
| Сезон | Сезон | Эпизоды | Премьера сезона          | Финал сезона             | Ранк             | Зрители (миллионы) |
| ----- | ----- | ------- | ------------------------ | ------------------------ | ---------------- | ------------------ |
|       | 1     | 10      | 23 сентября 2016         | 16 декабря 2016          | 127              | 3,15               |
|       | 2     | 10      | 29 сентября 2017         | 15 декабря 2017          | 176              | 1,94               |

## Эпизоды

### Сезон 1(2016)
| № общий | № в сезоне | Название                                                                                       | Режиссёр       | Автор сценария                        | Дата премьеры    | Произв. код | Зрители в США (млн) |
| ------- | ---------- | ---------------------------------------------------------------------------------------------- | -------------- | ------------------------------------- | ---------------- | ----------- | ------------------- |
| 1       | 1          | «Глава первая: Услышь голос молений моих» «Chapter One: And Let My Cry Come Unto Thee»         | Руперт Уайатт  | Телесценарий и сюжет: Джереми Слейтер | 23 сентября 2016 | 1AZP01      | 2,85                |
| 2       | 2          | «Глава вторая: Лёгок на помине» «Chapter Two: Lupus in Fabula»                                 | Майкл Нанкин   | Хэзер Беллсон                         | 30 сентября 2016 | 1AZP02      | 1,98                |
| 3       | 3          | «Глава третья: Впусти их» «Chapter Three: Let 'Em In»                                          | Майкл Нанкин   | Дре Райан                             | 7 октября 2016   | 1AZP03      | 1,95                |
| 4       | 4          | «Глава четвёртая: Перемещённый праздник» «Chapter Four: The Moveable Feast»                    | Крэйг Зиск     | Адам Стейн                            | 14 октября 2016  | 1AZP04      | 1,97                |
| 5       | 5          | «Глава пятая: Через мою самую печальную ошибку» «Chapter Five: Through My Most Grievous Fault» | Джейсон Энслер | Дэвид Гримм                           | 21 октября 2016  | 1AZP05      | 1,87                |
| 6       | 6          | «Глава шестая: Утренняя звезда» «Chapter Six: Star of the Morning»                             | Дженнифер Фанг | Лора Маркс                            | 4 ноября 2016    | 1AZP06      | 1,83                |
| 7       | 7          | «Глава седьмая: Отец лжи» «Chapter Seven: Father of Lies»                                      | Тиндж Кришнан  | Шариз Кастро Смит                     | 11 ноября 2016   | 1AZP07      | 1,61                |
| 8       | 8          | «Глава восьмая: Скорбящие» «Chapter Eight: The Griefbearers»                                   | Луис Милито    | Маркус Гардли                         | 18 ноября 2016   | 1AZP08      | 1,67                |
| 9       | 9          | «Глава девятая: 162» «Chapter Nine: 162»                                                       | Билл Джонсон   | Франклин Джин Ро и Джереми Слейтер    | 9 декабря 2016   | 1AZP09      | 1,66                |
| 10      | 10         | «Глава десятая: Три комнаты» «Chapter Ten: Three Rooms»                                        | Джейсон Энслер | Джереми Слейтер                       | 16 декабря 2016  | 1AZP10      | 1,75                |

### Сезон 2(2017)
| № общий | № в сезоне | Название                                                                          | Режиссёр                 | Автор сценария                | Дата премьеры    | Произв. код | Зрители в США (млн) |
| ------- | ---------- | --------------------------------------------------------------------------------- | ------------------------ | ----------------------------- | ---------------- | ----------- | ------------------- |
| 11      | 1          | «Янус» «Janus»                                                                    | Джейсон Энслер           | Хэзер Беллсон                 | 29 сентября 2017 | 2AZP01      | 1,58                |
| 12      | 2          | «В безопасности как дома» «Safe as Houses»                                        | Деран Сарафян            | Адам Стейн                    | 6 октября 2017   | 2AZP02      | 1,36                |
| 13      | 3          | «Нечистый» «Unclean»                                                              | Тай Уэст                 | Мэнни Кото                    | 13 октября 2017  | 2AZP03      | 1,35                |
| 14      | 4          | «Один для печали» «One for Sorrow»                                                | Со Йонг Ким              | Ребекка Кирш                  | 20 октября 2017  | 2AZP04      | 1,23                |
| 15      | 5          | «Там, но для благодати Божьей, туда я иду» «There but for the Grace of God, Go I» | Алекс Гарсиа Лопес       | Алисса Кларк                  | 3 ноября 2017    | 2AZP05      | 1,45                |
| 16      | 6          | «Дорогая Никки» «Darling Nikki»                                                   | Джейсон Энслер           | Франклин Джин Ро и Адам Стейн | 10 ноября 2017   | 2AZP06      | 1,27                |
| 17      | 7          | «Помоги мне» «Help Me»                                                            | Стивен А. Адельсон       | Дэвид Гримм                   | 17 ноября 2017   | 2AZP07      | 1,33                |
| 18      | 8          | «Небеса Ада» «A Heaven of Hell»                                                   | Мира Менон               | Хизер Беллсон и М. Уиллис     | 1 декабря 2017   | 2AZP08      | 1,18                |
| 19      | 9          | «Ритуал и подготовка» «Ritual & Repetition»                                       | Элизабет Аллен Розенбаум | Шон Крош                      | 8 декабря 2017   | 2AZP09      | 1,15                |
| 20      | 10         | «Недостойный» «Unworthy»                                                          | Джейсон Энслер           | Джереми Слейтер               | 15 декабря 2017  | 2AZP10      | 1,28                |

## Производство

### Разработка
Джереми Слейтер написал пилотный эпизод. 22 января 2016 года Fox заказал съёмки пилотного эпизода. 10 мая 2016 года сериалу был дан зелёный свет.

### Кастинг
24 февраля 2016 года Бриэнн Хауи получила роль Кэтрин Рэнс. 29 февраля 2016 года было объявлено о том, что Ханна Касулка сыграет Кейси Рэнс. 2 марта 2016 года Альфонсо Эррера и Бен Дэниелс получили роли отца Томаса Ортеги и отца Маркуса Кина соответственно. На следующий день, 3 марта, стало известно, что Курт Эгиаван исполнит роль брата Беннетта. 7 марта 2016 года Джина Дэвис получила роль Анджелы Рэнс.

### Съёмки
Съёмки первого сезона проходили в Чикаго, штат Иллинойс.

## Отзывы критиков
«Изгоняющий дьявола» получил в общем положительные отзывы критиков. На сайте-агрегаторе Rotten Tomatoes сериал имеет 79% «свежести», что основано на 53-х рецензиях со средним рейтингом 6,1 из 10. Критический консенсус сайта гласит: «„Изгоняющий дьявола“ имеет мало общего с классическим фильмом, но тем не менее может похвастаться напряжённым повествованием с достойным элементом хоррора и приличными спецэффектами». На Metacritic шоу имеет 62 балла из 100, что основано на 29-и «в целом благоприятных» отзывах критиков.